# Т-23
Т-23 — дослідна радянська танкетка міжвоєнного періоду. Класифікована як «велика танкетка супроводу».

## Історія створення

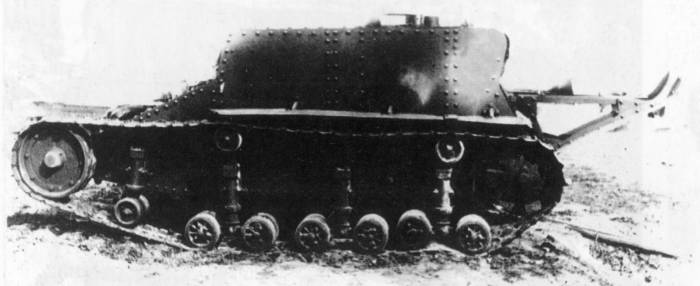
Танкетка Т-23 під час випробувань, вигляд ліворуч

В 1929 — 1930 роках за завданням штабу РККА і з урахуванням досвіду робіт над Т-17 з'явилася танкетка Т-23. Вона проектувалася під двигун танка Т-20. Відрізнялася розміщенням членів екіпажу — в ряд як у АТ-1. Серед розробників — К. Сіркен.
Перший зразок танкетки Т-23 мав корпус з простого заліза та двигун від танка Т-18 потужністю 40 к. с. (29,5 кВт). Для другого зразка танкетки Т-23 передали двигун від недобудованого танка Т-20.

## Випуск
Виготовлялися на 2-му автозаводі ВАТО під керівництвом С. Іванова. Під час виготовлення танкетка зазнала численних доопрацювань, що змінило її майже до невпізнання. довжина корпусу збільшилася майже на 300 мм. Замість опорних та підтримуючих котків Т-18 застосували котки від танка Т-19. Ввели нову полегшену гусеницю з новим ведучим колесом, щоб можна було рухатися зі швидкістю 40 км/год.
У підсумку танкетка за ціною стала порівнянна з танком Т-18, а версія, оснащена баштою, перевищила і її. Тому відмовилися від їх масового виробництва.
Було зроблено 5 машин.

## Опис конструкції

### Компонування
Компонування із заднім розташуванням моторно-трансмісійного відділення.

### Корпус
Корпус каркасного типу, клепаний.

### Ходова частина
Підвіска зблокована на спіральних пружинах. За типом Т-18. Був хвіст.

## САУ
Планувалося на базі Т-23 встановити 76 мм полкову гармату.
Незабаром базу перенесли на танкетку Т-27.